# Perizoma egena
Perizoma egena là một loài bướm đêm trong họ Geometridae.